# Oncidium amabile
Oncidium amabile är en orkidéart som beskrevs av Heinrich Gustav Reichenbach. Oncidium amabile ingår i släktet Oncidium och familjen orkidéer. Inga underarter finns listade i Catalogue of Life.